# Вышогруд (гмина)
Вышогруд (пол. Wyszogród) — гмина (уезд) в Польше, входит как административная единица в Плоцкий повет, Мазовецкое воеводство. Население — 6048 человек (на 2004 год).

## Демография
| Перепись                       | Всего   | Всего | Женщины | Женщины | Мужчины | Мужчины |
| ------------------------------ | ------- | ----- | ------- | ------- | ------- | ------- |
| Единицы                        | человек | %     | человек | %       | человек | %       |
| Население                      | 6048    | 100   | 3020    | 49,9    | 3028    | 50,1    |
| Плотность населения (чел./км²) | 61,8    | 61,8  | 30,8    | 30,8    | 30,9    | 30,9    |

## Сельские округа
1. Болино
2. Хмелево
3. Чудково
4. Дрвалы
5. Гродково
6. Гродкувко
7. Кобыльники
8. Марцьянка
9. Позажин
10. Прущын
11. Раково
12. Рембово
13. Ростковице
14. Сломин
15. Стажино
16. Вёнзувка
17. Вильчково
18. Белице

## Соседние гмины
1. Гмина Брохув
2. Гмина Червиньск-над-Вислой
3. Гмина Илув
4. Гмина Мала-Весь
5. Гмина Млодзешин
6. Гмина Нарушево